# 불화살
"불화살"(Discord)은 한국에서 제작된 강대하 감독의 1989년 영화이다. 유장현 등이 주연으로 출연하였고 박효성 등이 제작에 참여하였다.

## 출연

### 주연
- 유장현
- 한윤경

### 조연
- 전숙
- 한태일
- 김현진

## 기타
- 촬영부: 정순상
- 촬영부: 박정남
- 촬영부: 박해용
- 조명: 서병수
- 조명부: 조영철
- 조명부: 김양현
- 조명부: 김응호
- 스틸: 박희재
- 연출부: 박으뜸
- 녹음: 손인호
- 미용: 소숙자
- 의상: 이해윤